# Küläjärv
Küläjärv är en sjö i sydöstra Estland. Den ligger i Rõuge kommun i landskapet Võrumaa, 240 km sydost om huvudstaden Tallinn. Küläjärv ligger 244 meter över havet. Arean är 0,24 kvadratkilometer. Sjön utgör källa för floden Piusa som mynnar i Peipus. Den kallas även för Plaani Küläjärv efter den närbelägna byn Plaani.